# پاولی (دهانه)
پاولی یک دهانه برخوردی در ماه‌ است.

## دهانه‌های اقماری
این دهانه ۱ دهانه اقماری دارد.
| Pauli | عرض جغرافیایی | طول جغرافیایی | قطر          |
| ----- | ------------- | ------------- | ------------ |
| E     | ۴۴.۱° S       | ۱۴۱.۴° E      | ۲۴.۰ کیلومتر |